# Comté d'Obion
Le comté d'Obion est un comté de l'État du Tennessee, aux États-Unis, fondé en 1823.